# Sachsen-Saalfeld
Công quốc Sachsen-Saalfeld (tiếng Đức: Herzogtum Sachsen-Saalfeld) là một trong những Công quốc Sachsen do dòng Ernestine của Nhà Wettin nắm giữ. Được thành lập vào năm 1680 và trao cho Công tử Johann Ernst, con trai thứ 7 của Ernst I, Công tước xứ Sachsen-Gotha. Nó vẫn mang tên này cho đến năm 1699, khi Albert V, Công tước xứ Sachsen-Coburg qua đời mà không có con trai. Anh trai của ông, Johann Ernst xứ Sachsen-Saalfeld trở thành Công tước mới của Coburg và công quốc được đổi tên thành Sachsen-Coburg-Saalfeld vào năm 1735.
Sachsen-Saalfeld chỉ tồn tại được 55 năm và trải qua 2 đời công tước: 
- John Ernest IV (1675–1729)
- Christian Ernest II, Công tước xứ Sachsen-Coburg-Saalfeld (1729–1745)